# Bernhardiner

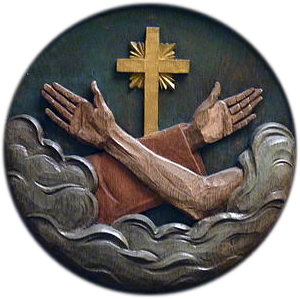
Bernhardinernas vapen

Bernhardiner (polska Bernardyni) är i Polen och var, fram till 1772 i de då polska områdena Litauen, Vitryssland och Ukraina, den gängse beteckningen på munkar tillhöriga en av de tre grenarna i Franciskanerorden (OFM). 
Namnet stammar från ledaren för Observansrörelsen, den helige Bernardinus av Siena, och utgick från det år 1453 grundade och äldsta observansklostret S:t Bernhardin i Kraków.

### Översättning
Den här artikeln är helt eller delvis baserad på material från tyskspråkiga Wikipedia.